# Doblhoff Wn 342
El Doblhoff Wn 342, también conocido como Doblhoff WNF 342, fue un helicóptero experimental desarrollado por la compañía alemán Wiener-Neustädter Flugzeugwerke entre 1942 y 1945.

## Desarrollo
Friedrich von Doblhoff pensó en un modelo de helicóptero que careciera de los principales inconvenientes de los modelos que se estaban desarrollando contemporáneamente, es decir, la necesidad de un doble rotor o de un rotor anti-par para compensar el momento de giro. Para ello escogió un sistema de propulsión que carecía de ese problema, el llamado tip jet, consistente en pequeños motores de propulsión a chorro instalados en las puntas de las palas del rotor. Este sistema no solo eliminaba la necesidad de un segundo rotor, facilitando además costes de producción y mantenimiento, sino que era un 20 % más ligero que el empleo de un motor y transmisión convencional.
La combustión tenía lugar en pequeñas cámaras de acero aleado con cromo y molibdeno, donde la combustión de la mezcla estequiométrica de combustible y aire (en una proporción de 1:20) alcanzaba una temperatura ligeramente superior a los 2.000 grados centígrados. Este sistema se encontró con dificultades para mantener una alimentación constante a los motores, optándose en última instancia por instalar un evaporador que transportaba la mezcla vaporizada de combustible a través de las palas huecas hasta las pequeñas cámaras de combustión.
Pese a ser el primer helicóptero capaz de despegar empleando el sistema tip jet, el elevado consumo de combustible impedía que el sistema funcionase constantemente, por lo que sólo era empleado durante el despegue y el aterrizaje. En vuelo, el Wn 342 funcionaba como un autogiro.

## Versiones
Se desarrollaron cuatro versiones del Wn 342, cada una basada en la anterior. Inicialmente, el proyecto tenía como objetivo la creación de un pequeño helicóptero de observación embarcado en submarinos, por lo que un tamaño y peso reducidos eran el objetivo principal. Ello se llevó a cabo en los dos primeros modelos, los V1 y V2. El primero de ellos, con un peso de tan sólo 240 kg, estaba equipado con un motor de combustión interna Walter Mikron de 44 kW, que movía el turbocompresor del sistema de propulsión. Tras comprobar su estabilidad en vuelo estacionario, se desarrolló el V2 en 1944, con un motor más potente (Walter Minor de 66 kW) y mayor peso, 340 kg. Estos dos prototipos tenían un tamaño reducido, por lo que cumplían el objetivo inicial de ser empleados en submarinos.
El prototipo V3 de 1944 disponía de cabina, más potencia (100 kW) y peso (540 kg), así como de una hélice para propulsión que se podía engranar durante el vuelo para el funcionamiento en modo autogiro. Problemas de resonancia oscilatoria destruyeron al prototipo.
Finalmente, el prototipo V4, finalizado en 1945, corrigió los problemas de vibración del V3, fue equipado con una cabina biplaza y realizó vuelos estacionarios y de transición horizontal a baja velocidad.

### Secuencias de designación
- Sistema de designación de aeronaves del RLM: ← Fa 336 · Fl 339 · Ar 340 · Wn 342 · He 343 · Rk 344 · So 344 →

### Listas relacionadas
- Anexo:Aeronaves militares de Alemania en la Segunda Guerra Mundial